# Парламентские выборы в Трансиордании (1937)
Парламентские выборы в Трансиордании прошли 16 октября 1937 года и стали четвёртыми выборами в Иордании. Полномочия избранного парламента были продлены на 2 года и вместо 3 лет совет работал 5 лет до 1942 года.

## Результаты
Были избраны 16 членов Законодательного совета:  
| - Маджид аль-Адван - Махмуд аль-Авад - Махмуд аль-Фниаш - Салти аль-Ибраим | - Хадитах аль-Храишах - Абдалла аль-Кулаиб - Махмуд аль-Крешан - Рефефан аль-Маджали | - Алхадж Суд аль-Наблси - Салих аль-Оран - Ибраим аль-Шарайхах - Халил аль-Сокар | - Хамад Бин Джази - Шавкат Хамид - Хессен Хавайах - Сабри Табба |

В 1941 году два депутата были назначены губернаторами. Абдалла аль-Кулаиб был назначен губернатором 2 августа и на его место был избран Мухаммад аль-Сад. 6 сентября на освободившееся место Шавката Хамида был избран Омар Хекмат.

## Правительства
За 5 лет работы Законодательного совета сменилось 5 правительств Трансиордании:
- Первое правительство сформировал Ибрахим Хашим. Работало до 28 сентября 1938 года.
- Второе правительство 28 сентября 1938 — 6 августа 1939 (премьер-министр Тавфик Абу аль-Худа)
- Третье правительство 6 августа 1939 — 24 сентября 1940 (премьер-министр Тавфик Абу аль-Худа)
- Четвёртое правительство 25 сентября 1940 — 27 июля 1941 (премьер-министр Тавфик Абу аль-Худа)
- Пятое правительство 29 июля 1940 — 18 мая 1943 (премьер-министр Тавфик Абу аль-Худа)